# Martin Ryle
Sir Martin Ryle FRS (født 27. september 1918, død 1. oktober 1984) var en engelsk radioastronom, som udviklede revolutionerende radioteleskop-systemer og brugte dem til nøjagtigt at lokalisere og kortlægge svage radiokilder.
I 1946 blev Ryle og Derek Vonberg de første personer, som udgav interferometriske astronomiske målinger med radiobølgelængder. Med forbedret udstyr observerede Ryle de mest fjerntliggende galakser i universet, der var kendt på dette tidspunkt. Han var den første professor i Radio Astronomy at the University of Cambridge, og den grundlæggende direktør for Mullard Radio Astronomy Observatory. Han var Astronomer Royal fra 1972 til 1982. Ryle og Antony Hewish modtog nobelprisen i fysik i 1974, hvilket var den første nobelpris, der blev givet for astronomisk forskning. I 1970'erne begyndte Ryle en større del af sin på sociologiske og politiske emner end astronomi, da han mente, at dette var vigtigere.